# General Salgado (ort)
General Salgado är en ort i Brasilien.   Den ligger i kommunen General Salgado och delstaten São Paulo, i den södra delen av landet, 600 km söder om huvudstaden Brasília. General Salgado ligger 512 meter över havet och antalet invånare är 8 083.
Terrängen runt General Salgado är huvudsakligen platt. General Salgado ligger uppe på en höjd. General Salgado är det största samhället i trakten.
Omgivningarna runt General Salgado är en mosaik av jordbruksmark och naturlig växtlighet. Runt General Salgado är det ganska glesbefolkat, med 25 invånare per kvadratkilometer.